# Área metropolitana de Coeur d'Alene
El Área Estadística Metropolitana de Coeur d’Alene, ID MSA, como la denomina la Oficina de Administración y Presupuesto, es un Área Estadística Metropolitana centrada en la ciudad de Coeur d'Alene, que solo abarca el condado de Kootenai en el estado de Idaho, Estados Unidos. Su población según el censo de 2010 es de 138.494 habitantes, convirtiéndola en la 279.º área metropolitana más poblada de los Estados Unidos.

## Comunidades
| Ciudades - Athol - Coeur d'Alene - Dalton Gardens - Fernan Lake Village - Harrison - Hauser - Hayden - Hayden Lake - Huetter | - Post Falls - Rathdrum - Spirit Lake - State Line - Worley Comunidades no incorporadas - Bayview - Cataldo - Garwood |